# Caldwell (Texas)
Caldwell è un centro abitato degli Stati Uniti d'America, situato nella contea di Burleson dello Stato del Texas.

## Geografia fisica
Caldwell è situata a 30°31′43″N 96°42′01″W (30.528580, -96.700350).
Secondo lo United States Census Bureau, ha un'area totale di 3,4 miglia quadrate (8,8 km²).

## Società

### Evoluzione demografica
Secondo il censimento del 2010 c'erano 4.012 persone, 1.322 nuclei familiari, e 938 famiglie residenti nella città. La densità di popolazione era di 1.021,4 persone per miglio quadrato (394,0/km²). C'erano 1.485 unità abitative a una densità media di 439,8 per miglio quadrato (169,6/km²). La composizione etnica della città era formata dal 71,24% di bianchi, il 12,64% di afroamericani, lo 0,17% di nativi americani, lo 0,09% di asiatici, il 13,71% di altre razze, e il 2,15% di due o più etnie. Ispanici o latinos di qualunque razza erano il 22,96% della popolazione.
C'erano 1.322 nuclei familiari di cui il 36,5% avevano figli di età inferiore ai 18 anni, il 52,5% erano coppie sposate conviventi, il 14,1% aveva un capofamiglia femmina senza marito, e il 29,0% erano non-famiglie. Il 26,3% di tutti i nuclei familiari erano individuali e il 15,8% aveva componenti con un'età di 65 anni o più che vivevano da soli. Il numero di componenti medio di un nucleo familiare era di 2,61 e quello di una famiglia era di 3,16.
La popolazione era composta dal 28,8% di persone sotto i 18 anni, il 9,5% di persone dai 18 ai 24 anni, il 26,7% di persone dai 25 ai 44 anni, il 20,5% di persone dai 45 ai 64 anni, e il 14,5% di persone di 65 anni o più. L'età media era di 34 anni. Per ogni 100 femmine c'erano 87,0 maschi. Per ogni 100 femmine dai 18 anni in giù, c'erano 83,2 maschi.
Il reddito medio di un nucleo familiare era di 29.936 dollari, e quello di una famiglia era di 37.658 dollari. I maschi avevano un reddito medio pro capite di 25.745 dollari contro i 20.306 dollari delle femmine. Il reddito medio pro capite era di 14.141 dollari. Circa il 14,2% delle famiglie e il 17,9% della popolazione erano sotto la soglia di povertà, incluso il 21,0% di persone sotto i 18 anni e il 12,2% di persone di 65 anni o più.